# Aleiodes elliptidepressus
Aleiodes elliptidepressus är en stekelart som beskrevs av Penteado-dias och Van Achterberg 1995. Aleiodes elliptidepressus ingår i släktet Aleiodes och familjen bracksteklar. Inga underarter finns listade i Catalogue of Life.